# Western Harbour Crossing
Western Harbour Crossing (chinois simplifié : 西区海底隧道 ; chinois traditionnel : 西區海底隧道 ; pinyin : Xīqū Hǎidǐ Suìdào ; cantonais Jyutping : sai1 keoi1 hoi2 dai2 seoi6 dou6 ; cantonais Yale : Sāikēui Hóidái Seuihdouh) est un tunnel à Hong Kong qui traverse Victoria Harbour.

## Liens Externes
- Site Officiel